# 巴德拉 (中央邦)
巴德拉（羅馬化：Badra）是印度中央邦沙赫多爾縣的一个城镇。总人口4755（2001年）。

## 人口
该地2001年总人口4755人，其中男性2511人，女性2244人；0—6岁人口669人，其中男357人，女312人；识字率57.62%，其中男性为68.30%，女性为45.68%。